# Fernandocrambus
Fernandocrambus é um gênero de mariposa pertencente à família Crambidae.